# Día del Aceite Verdial
El día del Aceite Verdial es una jornada gastronómica celebrada en Periana (Málaga) España, celebrada el domingo posterior a la Semana Santa. Su principal protagonista es el aceite de oliva que se degusta en distintos platos así como otros productos como las habas, el bacalao y la paella. Está declarada Fiesta de Interés Turístico Provincial.
Además de la gastronomía, se instalan puestos que venden artesanía y productos típicos de la comarca, se ameniza con bandas de música y conciertos de algunos artistas y se realizan concursos gastronómicos, en el cual es el aceite de oliva el protagonista; también concursos de tipo fotográfico, como también exposiciones y rutas. Esta jornada se celebra anualmente y está organizada por el Ayuntamiento y las dos cooperativas aceiteras del municipio. 